# Спорт в Германии
Федеративная Республика Германия является страной, где физическая культура и спорт нашли широкое развитие на основе спортивных традиций немецкого народа. По данным Немецкой Олимпийской Спортивной Конфедерации (DOSB) в 2016, около 25 — 30 % (24 — 27 млн чел.) населения ФРГ являются членами различных спортивных организаций.

## История
Занятия спортом и физическая подготовка имеют в Германии глубокие корни. Они были введены в школьную программу ещё во время войны с Наполеоном, между 1797 и 1815 годами, когда физические упражнения предшествовали военной подготовке. В начале XX века в Германии возникло и стало довольно популярным гимнастическое и спортивное движение. Многие спортивные немецкие клубы и ассоциации существуют как раз с тех пор.
В 1920-х годах по стране распространилось молодое движение Wandervogel (дословно «перелет птиц»), оно воспевало близость к природе, отдых на свежем воздухе, особенно пеший туризм, и народную культуру. Эти полезные идеалистические движения были замещены принудительным членством в гитлеровской партии в 1930-х годах. Знаменитая кинодокументальная пропаганда Олимпийских игр в Мюнхене в 1936 году Лени Рифеншталь — ода физическому совершенству. После Второй мировой войны коммунистическая Восточная Германия возвела физическую подготовку в ранг кумира, используя спортивные достижения для пропаганды режима.

## Организация
Немецкая Олимпийская Спортивная Конфедерация (DOSB) является главной спортивной организацией, членами-учредителями которой стали спортивные федерации, спортивные союзы и экстраординарные членские организации.
Спортивные союзы входят в состав районных, областных или земельных лиг. Их главной задачей являются развитие отдельных видов спорта, выявление и подготовка особо талантливых спортсменов, проведение соревнований. Кроме этого, они занимаются подготовкой тренеров и судей, а также осуществляют общее руководство спортивным движением в данной области или земле.
Земельные лиги по определённому виду спорта объединяются, как правило, в спортивные федерации ФРГ. Эти федерации были основаны или восстановлены начиная с 1949 г. В настоящее время существует более 50 основных федераций. Наиболее крупной из них является футбольный союз, насчитывающий более 6 млн членов, за ним идёт федерация тенниса, легкоатлетическая федерация, гимнастический союз, Федерация стрелкового спорта, федерация плавания и т. д. В обязанности федераций и союзов входят представительство интересов ФРГ в международных федерациях, организация чемпионатов ФРГ, отбор спортсменов на международные встречи, чемпионаты мира и Европы, дальнейшая разработка правил. Каждая федерация пользуется определённой автономией в своем виде спорта.

## Современность
Современные немцы продолжают заниматься спортом, немецкие спортсмены широко известны. Кроме того, немцы не только страстные болельщики, многие занимаются спортом самостоятельно. Они вступают в различные клубы: теннисные, футбольные, хоккейные, плавания, верховой езды, велоспорта, бега, пешего туризма, альпинизма и многими другими видами спорта. Эти клубы пользуются государственной поддержкой.
Летом на автостраде можно увидеть множество больших автомобилей, перевозящих туристические и спортивные велосипеды, каяки и каноэ, лыжи и лодки, — у немцев популярно проводить выходные с друзьями за спортивными занятиями.

## Профессиональный спорт

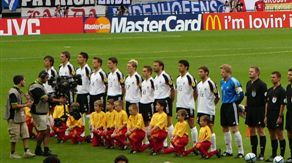
Сборная Германии по футболу

На данный момент Германия входит в пятерку спортивных наций в мире по летним видам спорта и в тройку по зимним видам.
Наиболее развитые летние виды спорта:
- Футбол
- Теннис
- Лёгкая атлетика
- Плавание
- Гребля
- Гандбол
- Хоккей на траве
- Конный спорт
- Стрельба
- Пляжный волейбол

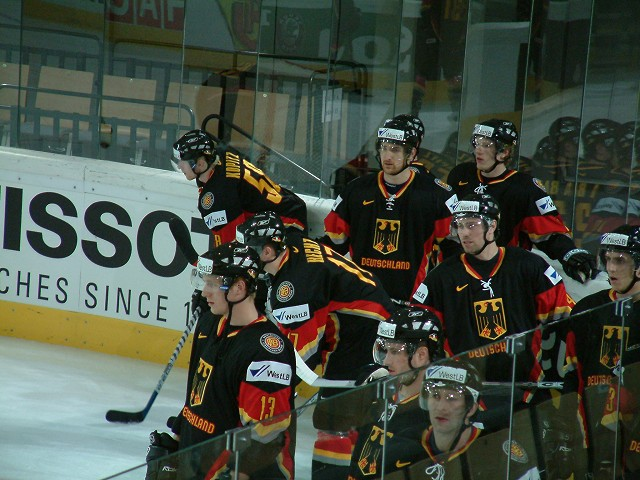
Сборная Германии по хоккею с шайбой

Наиболее развитые зимние виды спорта:
- Биатлон
- Горные лыжи
- Бобслей
- Сани
- Скелетон
- Конькобежный спорт
- Прыжки с трамплина
- Хоккей с шайбой

### Футбол
В Германии Футбол спорт номер один. Он самый популярный вид спорта в стране. Мужская сборная — четырёхкратный чемпион мира, является одной из самых известных и сильных в Мире. Футбольный союз Германии — организация, осуществляющая контроль и управление футболом в Германии. Число членов: 6,35 млн.
После Второй мировой войны Германия добилась уникальных результатов в футболе. В довоенный период наивысшим её достижением было третье место на чемпионате мира 1934. После войны страна была разделена, и в 1948 у Восточной Германии появились своя ассоциация, сборная и свой чемпионат. Но в ГДР государство уделяло больше внимания индивидуальным, а не командным видам спорта, и восточным немцам было далеко до успехов своих соотечественников по другую сторону железного занавеса. Два их главных достижения: олимпийское золото Монреаля-76 и победа со счётом 1:0 в единственном матче против ФРГ на чемпионате мира 1974.
В Западной Германии дела обстояли намного лучше. После исключения из ФИФА в 1946 году ФРГ вновь вошла в её состав в 1950 году и уже через четыре года выиграла чемпионат мира. Эта победа под руководством тренера Зеппа Гербергера была тем более ценной, что в финале были повержены «венгерские волшебники». Проиграв со счетом 3:2, они потерпели всего второе поражение за последние пять лет.
После этого немцы добились ещё больших успехов. На чемпионатах мира они выходили в полуфинал в 1958, в четвертьфинал в 1962 году, а в 1966 году были вторыми.
70-е гг. стали звездными годами сборной ФРГ и мюнхенской «Баварии». «Бавария» трижды выиграла Кубок чемпионов — в 1974, 1975 и 1976 гг., а её игроки составляли ядро сборной, которая выиграла чемпионат мира 1974 и чемпионаты Европы 1972 и 1980 гг., оставшись второй в 1976 году.
Франц Беккенбауэр своими успешными подключениями к атаке изменил представление о роли чистильщика и был признан одним из лучших защитников в мире, а Герд Мюллер был образцом «машины по забиванию голов». В 62 играх за сборную он забил 68 мячей.
Победные традиции 70-х гг. были поддержаны новым поколением игроков. Карл-Хайнц Румменигге, Лотар Маттеус, Руди Фёллер, Томас Хёсслер, Юрген Клинсманн и Матиас Заммер (последние 2 играли также за объединеную Германию) стали звёздами мирового футбола. Сборная Германии на чемпионате мира 1982 в финале уступила итальянцам. Также на чемпионате мира в Мексике 1986 г. сборная Германии опять вышла в финал, где снова довольствовалась лишь серебром, уступив сборной Аргентины, ведомой Диего Марадоной. Однако на чемпионате мира 1990 она взяла реванш в финале, тем самым став 3-кратным чемпионом мира.
В конце девяностых и в начале следующего столетия немецкий футбол перенёс серьёзную реорганизацию национального футбола. Самым большим достижением было серебро на чемпионате Европы по футболу 2008 года и на чемпионате мира по футболу 2002 года. Но уже на чемпионате мира 2010 г. сборная показала зрелищный, атакующий футбол и в итоге заняла третье место, что было большим успехом. На чемпионате мира 2014 в финале сборная Германии за счёт гола Марио Гётце в дополнительное время обыграла Аргентину и стала четырёхкратным чемпионом мира, сравнявшись по этому показателю с итальянцами. На данный момент команда является одной из самых молодых перспективных сборных мира и занимает первую строчку строчку в мировом рейтинге сборных ФИФА.
Женская сборная так же поддерживает богатые традиции мужского футбола. Женская сборная двукратный чемпион мира и на данный момент (2010 год) является сильнейшей в мире.
Чемпионат мира по футболу среди женщин 2011

### Теннис

Популярность, этот вид спорта в Германии приобрел с начала 1980-х годов, хотя является одним из старейших в стране. Причём популярность проявилась только в ФРГ, в ГДР этот вид спорта был всегда на вторых ролях, так как считался видом спорта для аристократов. В ФРГ считали иначе, огромное количество теннисных кортов было построено в то время, люди массово занимались этим видом спорта. Около двух миллионов людей были членами теннисной федерации Германии — это рекорд за всё время существования данного вида спорта в стране.
Сейчас, когда Германия объединилась, этот вид спорта не менее популярен, чем в 1980-х годах. Теннисная федерация является второй по численности после футбольного союза и самой большой в мире — 1.607.000 членов (на 24.01.2010 г.). Команда Германия выигрывала три раза, мужской престижнейший командный турнир Кубок Дэвиса, два раза была в финалах. Женская команда выигрывала два раза аналогичный турнир Кубок Федерации, четыре раза была в финалах. Известные немецкие теннисисты: Штеффи Граф, Борис Беккер, Михаэль Штих, Томми Хаас.

### Лёгкая атлетика
Лёгкая атлетика — один из самых популярных и старейших видов спорта в Германии. Федерация Лёгкой атлетики Германии по численности является третьей после Футбольного союза и федерации тенниса. Тысячи сооружений и стадионов специально построены для занятий этим видом спорта, как для простых граждан, так и для профессионалов.
На протяжении столетия Германия занимает ведущие позиции в этом виде спорта. На данный момент (2010 г.) ФРГ входит в первую пятёрку стран профессиональной Лёгкой Атлетики. Мир увидел таких великих спортсменов как: Карл Шуман, Хайке Дрекслер, Нильс Шуманн, Франка Дитч, Роберт Хартинг и другие.

### Плавание
Спортивный характер плавания в Германии начинает приобретать с середины XIX века. В Берлине были построены в это время первые закрытые бассейны, которые в начале использовались преимущественно для обучения плаванию будущих офицеров, учащихся кадетских корпусов и военных училищ. В то же время строительство бассейнов делает плавание не только военной дисциплиной, но и спортом, и к концу XIX века плавание в Германии как вид спорта становится уже популярным. Весь двадцатый век немецкие тренеры и спортсмены ищут более качественные методы тренировки и работают над усовершенствованием техники плавания.
В последние десятилетия всё большое значение имеет количество бассейнов. Искусственные открытые и закрытые бассейны в Германии делают плавание поистине массовым.
Плавание — один из самых популярных и старейших видов спорта в Германии. На данный момент им занимаются сотни тысяч немцев. Германия является одной из самых сильнейших стран в профессиональном плавании, правда с 1994 года по 2008 год в стране в этом виде спорта произошел большой кризис, который к тому же совпал со сменой поколений. В спортивном плавании Германия вырастила таких известных спортсменов как: Кристин Отто, Рика Райниш, Михаэль Гросс, Пауль Бидерман, Бритта Штеффен и других.

### Биатлон
Биатлон в Германии — самый популярный зимний вид спорта. Германия являлась и является законодательницей мод в мировом биатлоне.
Сборная Германии по биатлону — одна из самых титулованных сборных мира — наиболее успешно выступает на зимних Олимпийских играх. На её счету наибольшее количество завоёванных медалей каждого достоинства.
Первая медаль (Серебро) для сборной ГДР была завоёвана в 1972 году Ханс-Йоргом Кнауте в индивидуальной гонке. Это были 8-е Олимпийские игры, где приняли участие биатлонисты. В 1980 году Франк Ульрих принёс первую золотую медаль для сборной ГДР.
ФРГ свои медали на Олимпийских играх, как и на чемпионатах мира, завоевала позже ГДР. В 1980 году, мужская эстафетная команда завоевала бронзу, а в 1984 году Петер Ангерер принёс первую золотую медаль. Примечательно, что первая золотая олимпийская награда ФРГ была завоёвана на 5 лет раньше первой золотой награды чемпионата мира. Наиболее известные немецкие биатлонисты: Свен Фишер, Рикко Гросс, Михаэль Грайс, Уши Дизль, Кати Вильхельм, Андреа Хенкель, Магдалена Нойнер и многие другие.

### Хоккей с шайбой

Хоккей в Германии является одним из самых популярных и старейших зимних видов спорта; им занимается много немцев.
Хоккейный союз Германии является главной хоккейной организацией в стране, которая насчитывает около 70 тыс. членов. В Германии очень много клубов и различных лиг; самой основной является Немецкая хоккейная лига, насчитывающая четырнадцать сильнейших клубов в стране.
Сборная Германии по хоккею с шайбой приняла участие в первом для себя серьёзном турнире — чемпионате Европы в 1910 году, где заняла 2 место. Команда повторила свой успех в 1911, 1912 (аннулирован) и 1914 годах, в 1913 году заняла 3 место. После первой мировой войны немецкий коллектив перестал быть одним из фаворитов, но в конце двадцатых вновь стал выигрывать медали: бронза на чемпионате Европы в 1927, серебро на ЧМ 1930 и бронза в 1932 и 1934. После разделения Германии хоккейная сборная также разделилась на сборную ФРГ и ГДР.
С объединения Германии наивысшим достижением стало 4 место на домашнем чемпионате Мира 2010 и 6 место на чемпионате мира 2003, где немецкий коллектив проиграл в четвертьфинале сборной Канады в овертайме. На Олимпийских играх 2018 года в Корее вышли в финал, где сыграв с олимпийскими атлетами из России, впервые в своей истории завоевали серебряные олимпийские медали. На данный момент (2018 г.) сборная Германии находится на 7-м месте в рейтинге ИИХФ.
Известные хоккеисты: Удо Кислинг, Уве Крупп, Олаф Кёлциг, Марко Штурм, Кристиан Эрхофф, Деннис Зайденберг и другие.